# Hatta (Madhya Pradesh)
Hatta ist eine Stadt im indischen Bundesstaat Madhya Pradesh. Hatta liegt im Osten des Bundesstaates und ist Teil der Region Bundelkhand.
Die Stadt ist Teil des Distrikts Damoh. Hatta hat den Status eines Municipal Councils. Die Stadt ist in 15 Wards gegliedert. Sie hatte am Stichtag der Volkszählung 2011 32.465 Einwohner, von denen 17.141 Männer und 15.324 Frauen waren. Hindus bilden mit einem Anteil von über 85 % die Mehrheit der Bevölkerung in der Stadt. Die Alphabetisierungsrate lag 2011 bei 84,74 % und damit deutlich über dem nationalen Durchschnitt.